# Śródmieście (Suwałki)
Śródmieście – część miasta Suwałki.
Główne ulice:
- Ulica Chłodna
- Ulica Kościuszki
- Ulica Emilii Plater
- Ulica Teofila Noniewicza
- Ulica Marii Konopnickiej
- Ulica Sejneńska
- Ulica 1 Maja
- Plac Józefa Piłsudskiego
- Ulica Adama Mickiewicza
- Plac Europejski